# (17426) 1989 CS1
(17426) 1989 CS1 es un asteroide perteneciente al cinturón de asteroides, región del sistema solar que se encuentra entre las órbitas de Marte y Júpiter, descubierto el 5 de febrero de 1989 por Yoshiaki Oshima desde el Observatorio Gekko, Kannami, Japón.

## Designación y nombre
Designado provisionalmente como 1989 CS1. 

## Características orbitales
1989 CS1 está situado a una distancia media del Sol de 2,674 ua, pudiendo alejarse hasta 2,974 ua y acercarse hasta 2,374 ua. Su excentricidad es 0,112 y la inclinación orbital 12,888 grados. Emplea 1596,87 días en completar una órbita alrededor del Sol.
Pertenece a la familia de asteroides de (15) Eunomia.

## Características físicas
La magnitud absoluta de 1989 CS1 es 13,51. Tiene 5,510 km de diámetro y su albedo se estima en 0,305. 